# Fraunhofer-Institut für Fertigungstechnik und Angewandte Materialforschung
Das Fraunhofer-Institut für Fertigungstechnik und Angewandte Materialforschung IFAM, auch in der Kurzbezeichnung „Fraunhofer IFAM“ genannt, ist eine Einrichtung der Fraunhofer-Gesellschaft zur Förderung der angewandten Forschung e. V. Die Aktivitäten sind der angewandten Forschung und Entwicklung im Fach der Ingenieurwissenschaften auf dem Gebiet der Materialwissenschaft und der Werkstoffwissenschaft zuzuordnen. Das Institut hat seinen Hauptsitz in Bremen, ist aber darüber hinaus noch an weiteren Standorten vertreten: Neben einen Institutsteil mit Schwerpunkt Pulvermetallurgie und Verbundwerkstoffe in Dresden sowie die Außenstelle „Automatisierung und Produktionstechnik“ in Stade, zählt auch das Fraunhofer-Zentrum Circular Economy für Mobilität CCEM in Wolfsburg, das Fraunhofer-Projektzentrum für Energiespeicher und Systeme ZESS in Braunschweig, das Testzentrum für Maritime Technologien auf Helgoland und der Offshore Drohnen Campus Cuxhaven (ODCC) zu den Forschungsstandorten des Fraunhofer IFAM.

## Forschung und Entwicklung

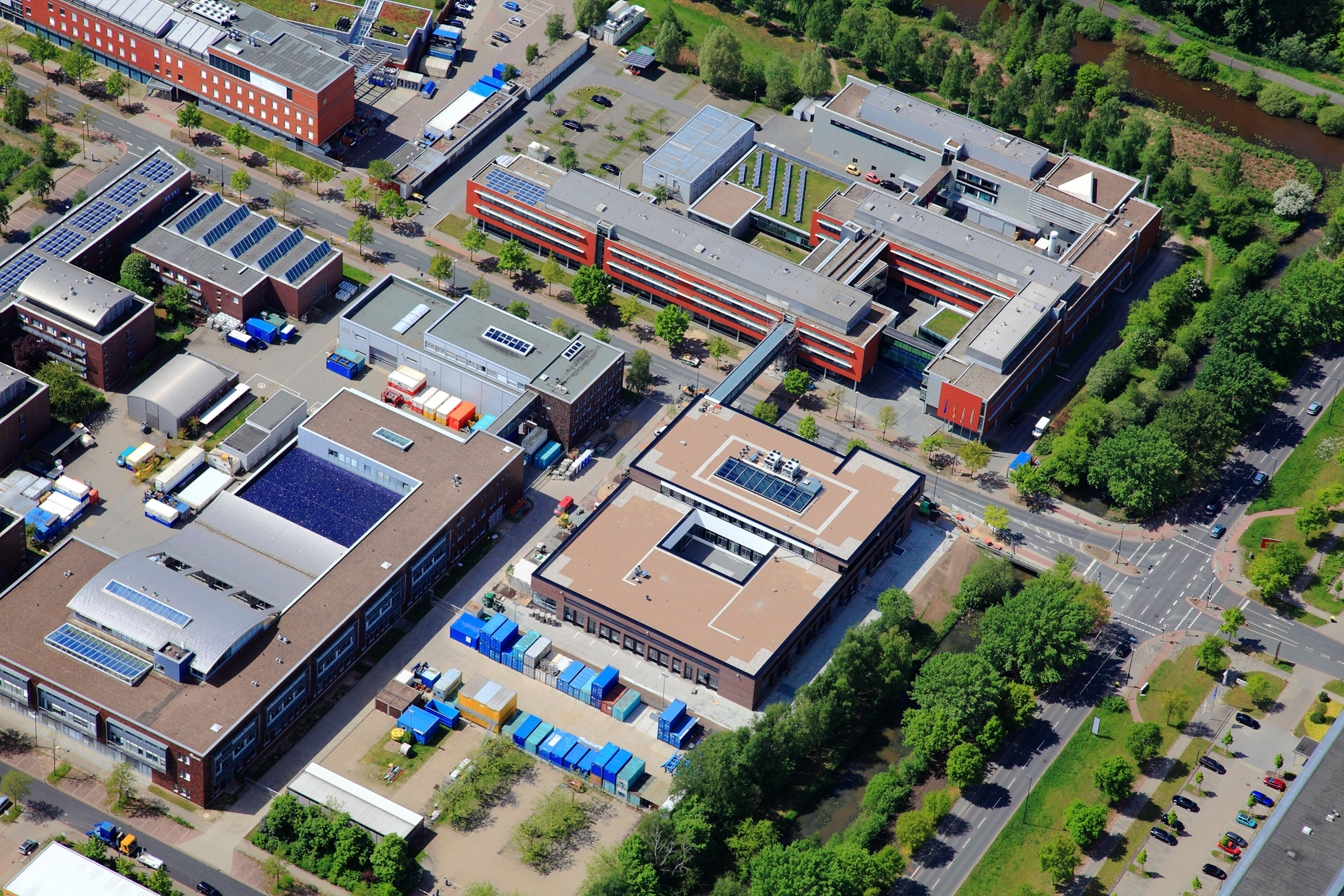
Luftbild des Fraunhofer IFAM in Bremen

Das Fraunhofer IFAM ist eine der europaweit bedeutendsten unabhängigen Forschungseinrichtungen auf den Gebieten „Formgebung und Funktionswerkstoffe“ sowie „Klebtechnik und Oberflächen“.
Im Mittelpunkt stehen Forschungs- und Entwicklungsarbeiten mit dem Ziel, Kunden zuverlässige und anwendungsorientierte Lösungen zu liefern. Produkte und Technologien adressieren vor allem Branchen mit besonderer Bedeutung für die Zukunftsfähigkeit: Mobilität, Energie, Luftfahrt, Maritime Technologien sowie Medizintechnik und Life Sciences. Am Institut entwickelte Lösungen kommen aber auch in anderen Wirtschaftszweigen wie dem Maschinen- und Anlagenbau, der Elektronik und elektrotechnischen Industrie sowie dem Schiff- und Schienenfahrzeugbau oder der Verpackungs- und der Bauindustrie zur Anwendung.
Das Fraunhofer IFAM ist ein materialwissenschaftlich ausgerichtetes Forschungsinstitut mit Schwerpunkten in den Bereichen metallische und polymere Werkstoffe. Das breite technologische und wissenschaftliche Know-how ist in sieben Kernkompetenzen gebündelt. Diese Kernkompetenzen begründen die Position des Instituts am Forschungsmarkt und bilden die Basis für zukunftsorientierte Entwicklungen.
Die Kernkompetenzen des Fraunhofer IFAM in der Übersicht:
- Metallische Werkstoffe
- Polymere Werkstoffe
- Oberflächentechnik
- Kleben
- Automatisierung und Robotik
- Formgebung und Komponentenfertigung
- Energiespeicher und -wandler

## Struktur
Bernd Mayer leitet seit 2010 als Institutsleiter den Bereich Klebtechnik und Oberflächen. Nach dem Ausscheiden von Matthias Busse im April 2024 tritt Mayer nun fortan auch als geschäftsführender Institutsleiter für das Fraunhofer IFAM gesamt ein. Seit April 2022 ergänzt Thomas Weißgärber als Mitglied die Institutsleitung des Fraunhofer IFAM und leitet in seiner Funktion den Standort Dresden. Der Gesamthaushalt des Fraunhofer IFAM betrug 2023 66,8 Millionen Euro, beschäftigt waren mehr als 730 Mitarbeiter.

## Institutsteil Formgebung und Funktionswerkstoffe
Im Mittelpunkt der Entwicklungsarbeiten des Institutsbereichs Formgebung und Funktionswerkstoffe stehen maßgeschneiderte Werkstofflösungen mit optimierten Fertigungsverfahren und Prozessen. Das Spektrum reicht vom Werkstoff über Formgebung bis hin zur Funktionalisierung von Bauteilen und Systemen. Komplexe Themen wie Seltene Erden, Feststoffbatterien, elektrische Antriebssysteme, Komponenten für neue Fahrzeugkonzepte, Leichtbau, aber auch aktuelle Fragestellungen zur nachhaltigen, bezahlbaren und sicheren Energieversorgung werden am Institut bearbeitet.
Der Transfer von anwendungsorientierter Grundlagenforschung in produktionstechnisch umsetzbare Lösungen oder bauteilbezogene Entwicklungen setzt eine stetige Erweiterung der Wissensbasis und der Methodenkompetenz voraus. Deshalb hat der kontinuierliche Ausbau von spezifischen Kompetenzen und Know-how im Institutsbereich Formgebung und Funktionswerkstoffe einen hohen Stellenwert.
Arbeitsschwerpunkte:
- Werkstoffentwicklung und -modifikation: metallische Werkstoffe, Strukturwerkstoffe, Funktionswerkstoffe, Werkstoffverbunde, zellulare Werkstoffe, Thermal-Management, Thermoelektrik, Kompositwerkstoffe, Magnetwerkstoffe
- Pulvermetallurgische Technologien: Spezialsinterverfahren, Metal Injection Molding, additive Fertigungstechnologien
- Gießereitechnologien: Druckguss, Niederdruckgießen, Feinguss, Lost-Foam-Verfahren
- Funktionalisierung von Bauteilen: Sensorik, Aktorik, Nano- und Mikrostrukturierung
- Werkstoffanalytik und Materialographie
- Entwicklung und Aufbau von elektrischen Komponenten und deren Integration in Systeme, Prüfung von Komponenten des elektromotorischen Antriebsstrangs
- Material- und Prozessentwicklung für neuartige Energiespeicher: nanostrukturierte Elektroden, Fertigung von Zellkomponenten, Batteriemesstechnik, elektrochemische Analyse
- Wasserstofftechnologie
- Erprobung und Untersuchung von Ladeinfrastrukturen für Elektromobilität, technische Weiterbildung/Lehrgänge – national und international
- Energieeffiziente Gebäude, Wärme- und Stromnetze
- Kraft-Wärme-Kopplung

## Institutsteil Klebtechnik und Oberflächen
Der Institutsbereich Klebtechnik und Oberflächen ist mit mehr als 350 Mitarbeitenden die größte unabhängige Forschungseinrichtung auf dem Gebiet der industriellen Klebtechnik und der damit verbundenen Technologien. Im Mittelpunkt stehen anwendungsorientierte Forschungs- und Entwicklungsarbeiten zu polymeren Werkstoffen, zum Kleben, zur Oberflächentechnik sowie zur Automatisierung und Digitalisierung. Hauptziel ist es, Systemlösungen mit und für die Industrie zu erarbeiten.
Sich stetig wandelnde Anforderungen der Kooperationspartner erfordern permanent neue und ausgereifte Entwicklungen im Bereich der Werkstoffe und Fügeverfahren. Die wissenschaftlichen Aktivitäten des Institutsbereichs reichen von der Grundlagenforschung über die industrielle Forschung und die experimentelle Entwicklung bis hin zur Implementierung der Ergebnisse in die Fertigung und Unterstützung bei der Markteinführung neuer Produkte gemeinsam mit unseren Partnern. Neue Prozesslayouts und neue Prüfmethoden werden in nationale und europäische Normungsprozesse eingebracht. Neue wissenschaftliche Erkenntnisse werden in international angesehenen Fachzeitschriften, ggf. im Rahmen von Peer-Review-Prozessen, publiziert. Industrielle Einsatzfelder sind überwiegend der Transportmittelbau – Luft, Straße, Schiene, Wasser – sowie dessen Zulieferer, die Energietechnik, die Baubranche und die maritime Wirtschaft, die Verpackungs-, Textil- und Elektroindustrie sowie die Mikrosystem- und Medizintechnik.
Arbeitsschwerpunkte:
- Neue Polymere für Klebstoffe, Matrixharze für Faserverbundwerkstoffe, Gießharze und Beschichtungen
- Synthese, Formulierung, Verarbeitungseigenschaften und Erprobung
- Zusatzstoffe (Nanofüllstoffe, Initiatoren etc.) für Reaktivpolymere
- Werkstoffmodelle für polymere Materialien
- Lehrgänge zur/zum Faserverbundkunststoff-Hersteller (FVK-Hersteller/-in), Faserverbundkunststoff-Instandsetzer (FVK-Instandsetzer/-in), Faserverbundkunststoff-Fachkraft (FVK-Fachkraft) und Lehrgangsmodule zum Fraunhofer-Composite Engineer (ehemals Faserverbund-Fachingenieur)
- Innovative Verbindungskonzepte durch Kleben und Hybridfügen
- Auswahl und Qualifizierung von Klebstoffen
- Nutzung biomimetischer Konzepte in der Kleb- und Oberflächentechnik
- Entwicklung und Qualifizierung klebtechnischer Fertigungsprozesse; rechnergestützte Fertigungsplanung
- Applikation von Kleb-/Dichtstoffen, Vergussmassen (Mischen, Dosieren, Auftragen)
- Konstruktive Gestaltung geklebter Strukturen (Simulation des mechanischen Verhaltens geklebter Verbindungen und Bauteile mittels FEM, Prototypenbau)
- Kennwertermittlung, Schwing- und Betriebsfestigkeit von gefügten Verbindungen
- Lehrgänge – national und international – zur/zum European Adhesive Bonder – EAB (Klebpraktiker/-in), European Adhesive Specialist – EAS (Klebfachkraft) und European Adhesive Engineer – EAE (Klebfachingenieur/-in) sowie kunden- und technologiespezifische Weiterbildungsangebote
- Upscaling neuer Verfahren, vor allem von Fügeprozessen bis zum Prototypenstadium
- Neue Verfahren zum Modifizieren und Beschichten von Oberflächen
- Entwicklung umweltverträglicher Vorbehandlungsverfahren und Korrosionsschutzsysteme für Kunststoffe und Metalle
- Funktionelle Beschichtungen durch trocken- und nasschemische Verfahren sowie funktionelle Lacksysteme
- Plasmaverfahren für die Oberflächenbehandlung bis zum Design von Fertigungsanlagen
- Entwicklung spezieller Prüfverfahren (z. B. Bildung und Haftung von Eis auf Oberflächen, Alterungsbeständigkeit)
- Bewertung von Alterungs- und Degradationsvorgängen in Materialverbunden; elektrochemische Analytik
- Materialentwicklung mit quanten-/molekularmechanischen Methoden
- Automatisierung, Parallelisierung und Digitalisierung von Prozessen
- Robotergestützte Montage von Großstrukturen
- Bearbeitung von Faserverbundwerkstoffen
- Mobile Robotersysteme in Kooperation mit humanen Arbeitsanteilen
- Softwareentwicklung und Regelungstechnik
- Qualitätssicherungskonzepte für kleb- und lacktechnische Anwendungen durch die fertigungsintegrierte und digitale Analyse von Bauteiloberflächen

## Kooperationen
Das Fraunhofer IFAM ist Mitglied im Fraunhofer-Verbund Werkstoffe und Bauteile sowie in 10 Allianzen und der Fraunhofer Academy. Institute oder Abteilungen von Fraunhofer-Instituten mit unterschiedlichen Kompetenzen kooperieren hierbei, um ein Geschäftsfeld gemeinsam zu bearbeiten und zu vermarkten.
Das Fraunhofer IFAM kooperiert in folgenden Allianzen:
- Fraunhofer-Allianz Automobilproduktion
- Fraunhofer-Allianz Batterie
- Fraunhofer-Allianz Generative Fertigung
- Fraunhofer-Allianz Leichtbau
- Fraunhofer-Allianz Nanotechnologie
- Fraunhofer-Allianz Polymere Oberflächen (POLO)
- Fraunhofer-Allianz Reinigungstechnik
- Fraunhofer-Allianz Simulation
- Fraunhofer-Allianz Space
- Fraunhofer-Allianz Verkehr

Außerdem bündelt die Fraunhofer Academy  die Weiterbildungsangebote der Fraunhofer-Gesellschaft unter einem Dach.
Die intensive Zusammenarbeit und Vernetzung mit den Universitäten und Hochschulen an den Standorten des Instituts spielt für das Fraunhofer IFAM eine große Rolle. Das gilt insbesondere für die Universität Bremen sowie die Technischen Universitäten in Dresden und Hamburg. Forscher und Forscherinnen des Fraunhofer IFAM waren in den vergangenen Sommersemestern und Wintersemestern mit zahlreichen Lehrveranstaltungen u. a. an der Universität Bremen, der Technischen Universität Dresden, der Hochschule Bremen und der Hochschule Bremerhaven aktiv.

## Geschichte
Die Geschichte des heutigen Fraunhofer IFAM beginnt in den Räumen einer ehemaligen Wollkämmerei in Bremen-Lesum. Im Alter von über 70 Jahren gründet Alexander Matting gemeinsam mit seinem langjährigen Oberingenieur Hans-Dieter Steffens die Arbeitsgruppe für angewandte Materialforschung AFAM aus dem Institut A für Werkstoffkunde der Technischen Universität Hannover mit insgesamt 25 Mitarbeitern. Schwerpunkt der Arbeitsgruppe wird die Schweißtechnik mit all ihren Randgebieten.
Zunächst ist die AFAM nur an die Fraunhofer-Gesellschaft angelehnt und erhält keine Grundfinanzierung. 1970 erfolgt dann die Eingliederung als Arbeitsgruppe in die Gesellschaft. Nach Vereinbarung mit mehreren Bundesministerien wird die Arbeitsgruppe zum Beginn des Jahres 1974 als Institut in die Fraunhofer-Gesellschaft aufgenommen: Aus der AFAM wird das IfaM Fraunhofer-Institut für angewandte Materialforschung. Seit 1975 erhält das Institut schließlich eine Grundfinanzierung und damit die volle rechtliche Anerkennung in allen Gremien der Fraunhofer-Gesellschaft. Von der reinen Werkstoffforschung wurden die Arbeitsgebiete des IfaM im Laufe der Jahre systematisch um die Verarbeitungstechnik ergänzt. Seit 1999 zeigt sich dies auch im Institutsnamen: Fraunhofer-Institut für Fertigungstechnik und Angewandte Materialforschung IFAM.
Im April 1999 können die Mitarbeitenden des Fraunhofer IFAM in einen hochmodernen Neubau mit nunmehr 6.200 Quadratmetern in der Wiener Straße 12 des Technologie-Parks der Universität Bremen ziehen. Im Sommer 2015 erfolgte die Einweihung des Erweiterungsbaus.
Durch das stetige Wachstum unterhält das Institut mittlerweile Forschungsstandorte in Bremen (Hauptsitz), Dresden (1992 gegründet im Zuge der Eingliederung ostdeutscher Forschungsinstitutionen), Stade (seit 2010), Wolfsburg (seit 2016) sowie Braunschweig und ein Testzentrum auf Helgoland (seit 2018).